# Astérix (satelit)
Astérix je prvi francuski satelit lansiran 26. studenog 1965. godine. Time je Francuska postala šesta država s umjetnim satelitom lansiranim u orbitu. Prije nje, to je uspjelo Sovjetskom Savezu (Sputnjik 1, 1957.), SAD-u (Explorer 1, 1958.), Velikoj Britaniji (Ariel 1, 1962.), Kanadi (Alouette 1, 1962.) te Italiji (San Marco 1, 1964.). Izvorna oznaka satelita bila je A-1 kao prvi satelit francuske vojske a kasnije je preimenovan u popularnog galskog strip junaka Astérixa.
Asterix je imao masu od 42 kg, perigej 527 km, apogej 1.697 km, nagib orbite 34,3° i period od 107,5 minuta.
Zbog relativno visoke orbite, satelit je ostao u orbiti nekoliko desetljeća. Tijekom sljedećih deset godina, Francuska je uspješno lansirala devet satelita ali i pored toga Francuzi su stopirali čitav nacionalni program i usredotočili se na europski program Ariane.

## Raketa
Satelit je lansiran iz alžirskog Hammaguira uz pomoć domaće svemirske rakete Diamant A dok su britanski, kanadski i talijanski sateliti lansirani pomoću američkih raketa. Time je Diamant postala prva neamerička ili nesovjetska raketa a nastala je od sličnih projektila iz vojnog programa Pierres presieuses: Topaz, Emerald, Ruby i Sapphire.
Raketa Dijamant je rađena u tri verzije, označene s A, B i BP4. Te verzije bile su trostepene i mogle su iznijeti u orbitu 150 do 200 kg tereta.
Sama raketa Diamant A koja je lansirala Astérixa bila je visoka 18,95 m, imala prečnik 1,34 m i masu od 18,4 tona. Pokretala su je 4 motora na tekuće gorivo tipa Vexin B, koji su stvarali potisak od 301,55 kN.

## Vanjske poveznice
- Dijamant i Asterix